# King's Mill Hospital
El King's Mill Hospital, también conocido como King's Mill Centre, es un hospital general perteneciente al sistema público de sanidad del Reino Unido (National Health Service). 
Se encuentra situado en la ciudad de Sutton-in-Ashfield. El centro hospitalario más cercano es el Queen's Medical Centre en Nottingham, donde los pacientes que necesitan servicios más especializados son derivados.